# Ciriaco Ortiz

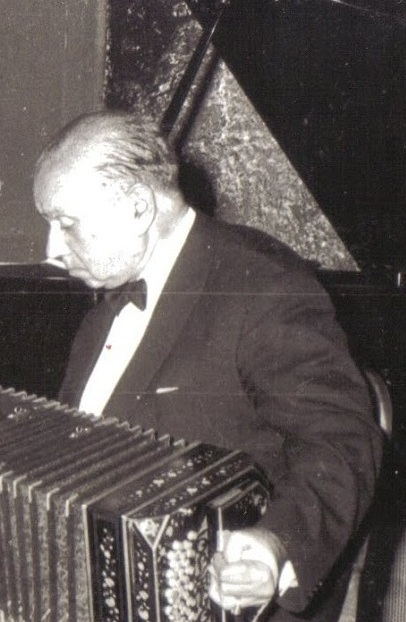

Ángel Ciriaco Ortiz Barrionuevo (* 5. August 1905 in Córdoba; † 9. Juli 1970), genannt Ciriaquito, war ein argentinischer Bandoneonist, Bandleader und Tangokomponist.

## Leben
Ortiz lernte als Kind Bandoneon von seinem Vater zu spielen, der Bandoneonist und Komponist war. 1920 soll er bei einem Auftritt Roberto Firpos in seiner Heimatstadt den erkrankten Bandoneonisten Pedro Maffia vertreten haben. 1923 reiste er mit dem Pianisten Nicolás Vaccaro nach Buenos Aires. Dieser stellte ihn Juan Carlos Bazán, dem Leiter des Orchesters, in dem er spielte, vor. Bazán engagierte Ortiz, und dieser debütierte kurz darauf im Club Pueyrredón in Mar del Plata.
1925 gründete er eine eigene Formation mit dem Bandoneonisten Nicolás Di Massi, den Geigern Marcos Larrosa und Juan Ríos und dem Pianisten Eliseo Ruiz. Zugleich wurde er Mitglied des von Adolfo Carabelli geleiteten Orchesters des Labels RCA-Victor, dem er 20 Jahre lang angehörte. Mit diesem nahm er in der Besetzung Luis Petrucelli und Nicolás Primiani (Bandoneons), Manlio Francia, Agesilao Ferrazzano und Eugenio Romano (Geigen), Vicente Gorrese (Klavier) und Humberto Costanzo (Kontrabass) als Erstes 1925 die Tangos Olvido (von Ángel D'Agostino) und Sarandí (von Juan Baüer) auf.
Er debütierte 1927 bei Radio Cultura, wechselte aber bald zu Radio El Mundo. In Verlauf von zwanzig Jahren trat er dort u. a. mit dem Orchester Vardaro-Pugliese und den Orchestern Francisco Canaros und Julio De Caros auf und begleitete mit Juan Carlos Cobián und Cayetano Puglisi den Sänger Antonio Rodríguez Lesende. Mit dem großen Orchester Cobiáns spielte Ortiz bei den Karnevalsbällen im Teatro Politeama. 1950 gastierte er mit dem Orchester von Mariano Mores im Teatro Alvear. Mit der von Homero Manzi initiierten Gruppe Los Cinco Ases Pebeco (mit Carlos Marcucci, Pedro Maffia, Pedro Laurenz und Sebastián Piana) debütierte er bei Radio Stentor. Sein Trio Ciriaco Ortiz, das aus ihm und den Gitarristen Ramón Andrés Menéndez und Vicente Spina (später auch Edmundo Porteño Zaldívar) bestand, spielte zwischen 1929 und 1955 um 260 Titel bei RCA-Victor ein, danach einige weitere bei TK. Zuzüglich der zwischen 1931 und 1934 entstandenen Aufnahmen mit dem Orquesta Los Provincianos umfasst die Diskographie Ortiz' etwa 310 Aufnahmen.
Als beste Komposition Ortiz' gilt der Tango Atenti pebeta nach einem Text von Celedonio Flores. Zwei seiner Tangos wurden von Carlos Gardel aufgenommen: Sueños (nach einem Text von Eugenio Cárdenas) und Nena (Text von Juan Carlos Bazán).